# ジョージ・トーマス
ジョージ・スタンリー・トーマス（George Stanley Thomas、1997年3月24日 - ）は、イングランド・レスター出身のサッカー選手。クイーンズ・パーク・レンジャーズFC所属。ポジションはMF。

## クラブ経歴
コヴェントリー・シティFCでプロデビューし、2017年8月8日、レスター・シティFCと3年契約を結んだ。
2018年8月3日、2018-19シーズン終了までスカンソープ・ユナイテッドFCにレンタル移籍した。
2020年1月13日、2019-20シーズン終了までADOデン・ハーグにレンタル移籍した。
2020年7月27日、クイーンズ・パーク・レンジャーズFCと3年契約を結んだ。

## 代表経歴
2018年5月16日、メキシコ代表との親善試合でウェールズ代表デビュー。